# Laasower Mühle

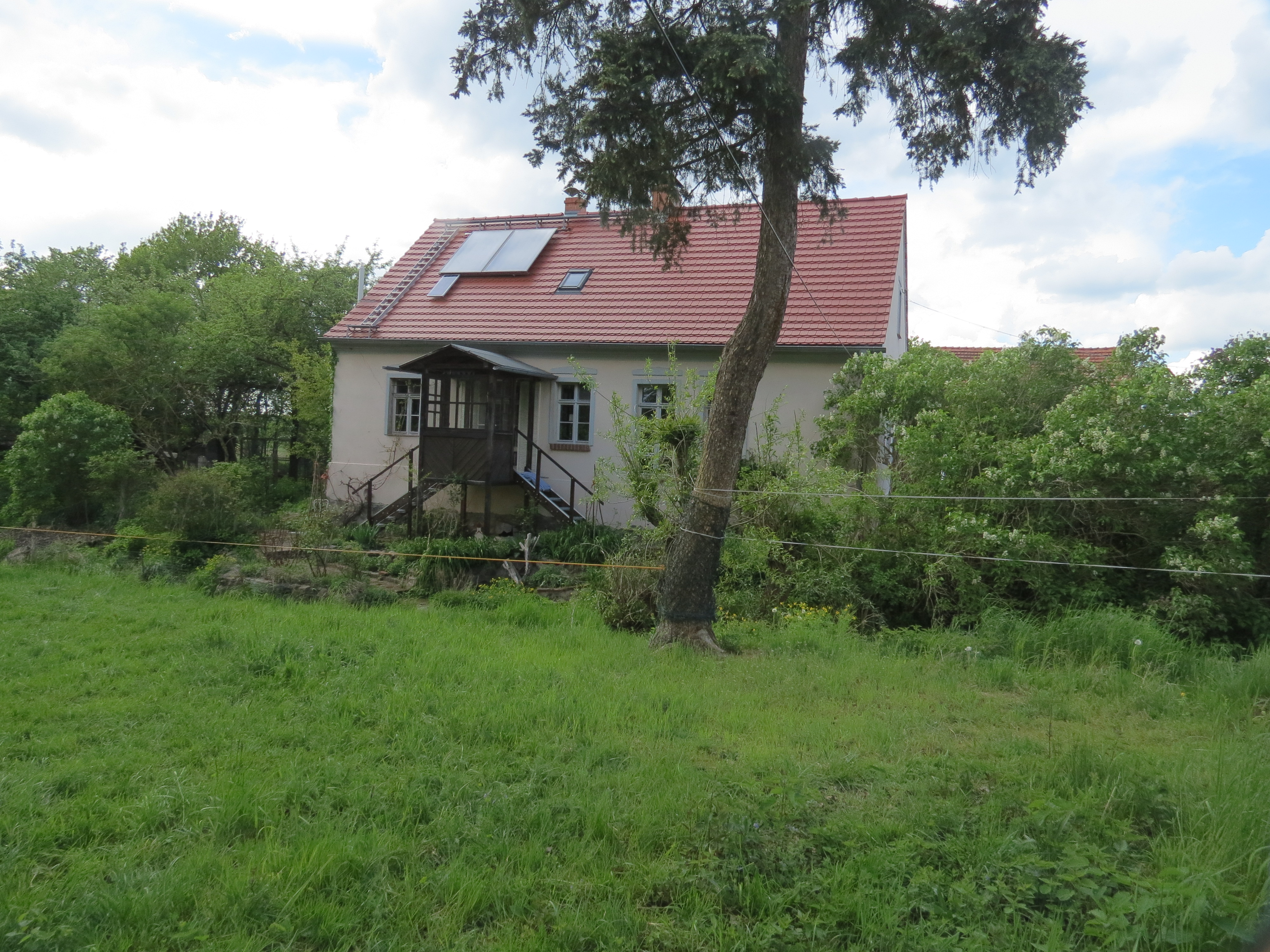
Laasower Mühle, ehemaliges Mühlengebäude, Südseite

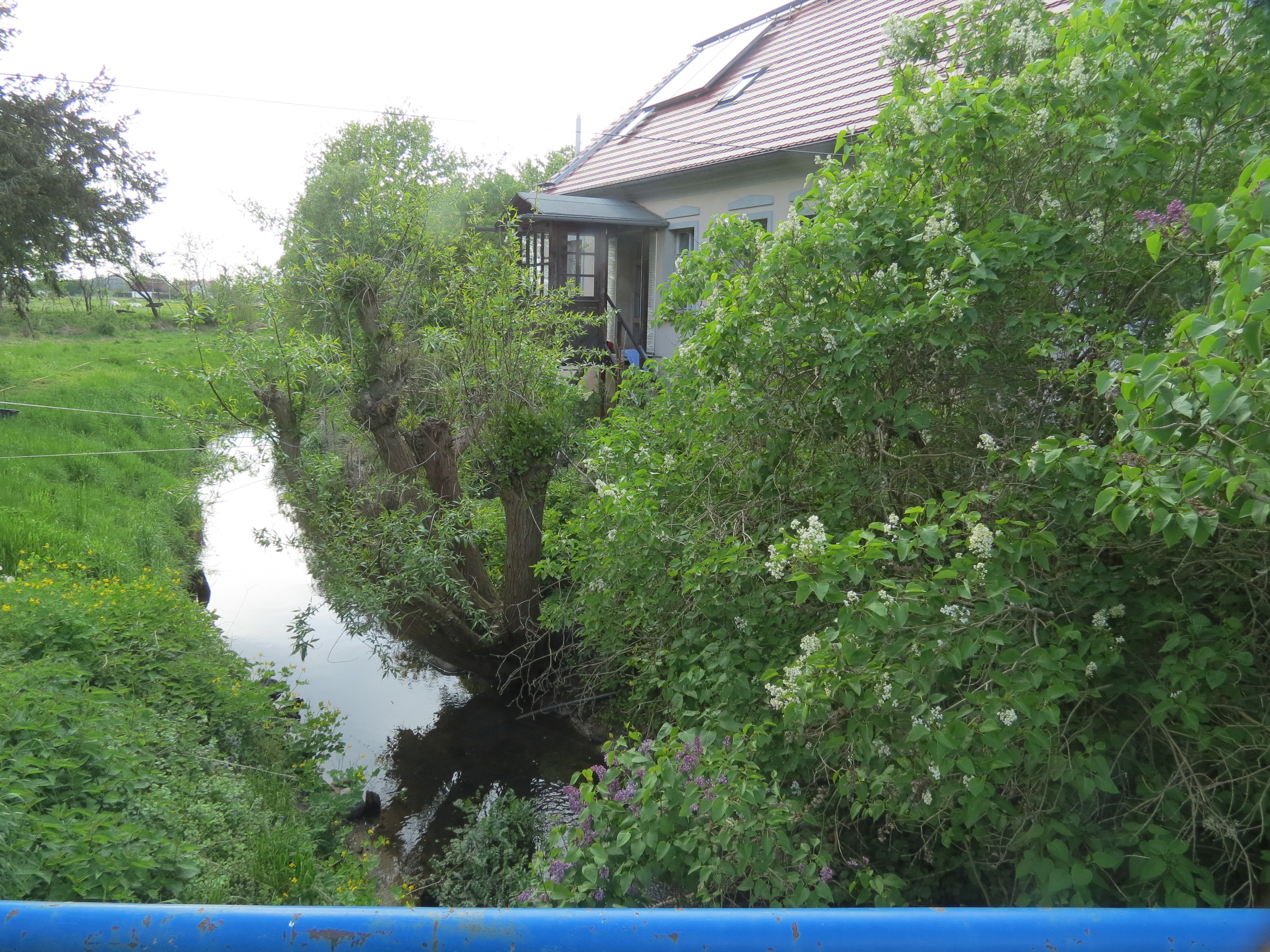
Laasower Mühle mit Mühlgraben

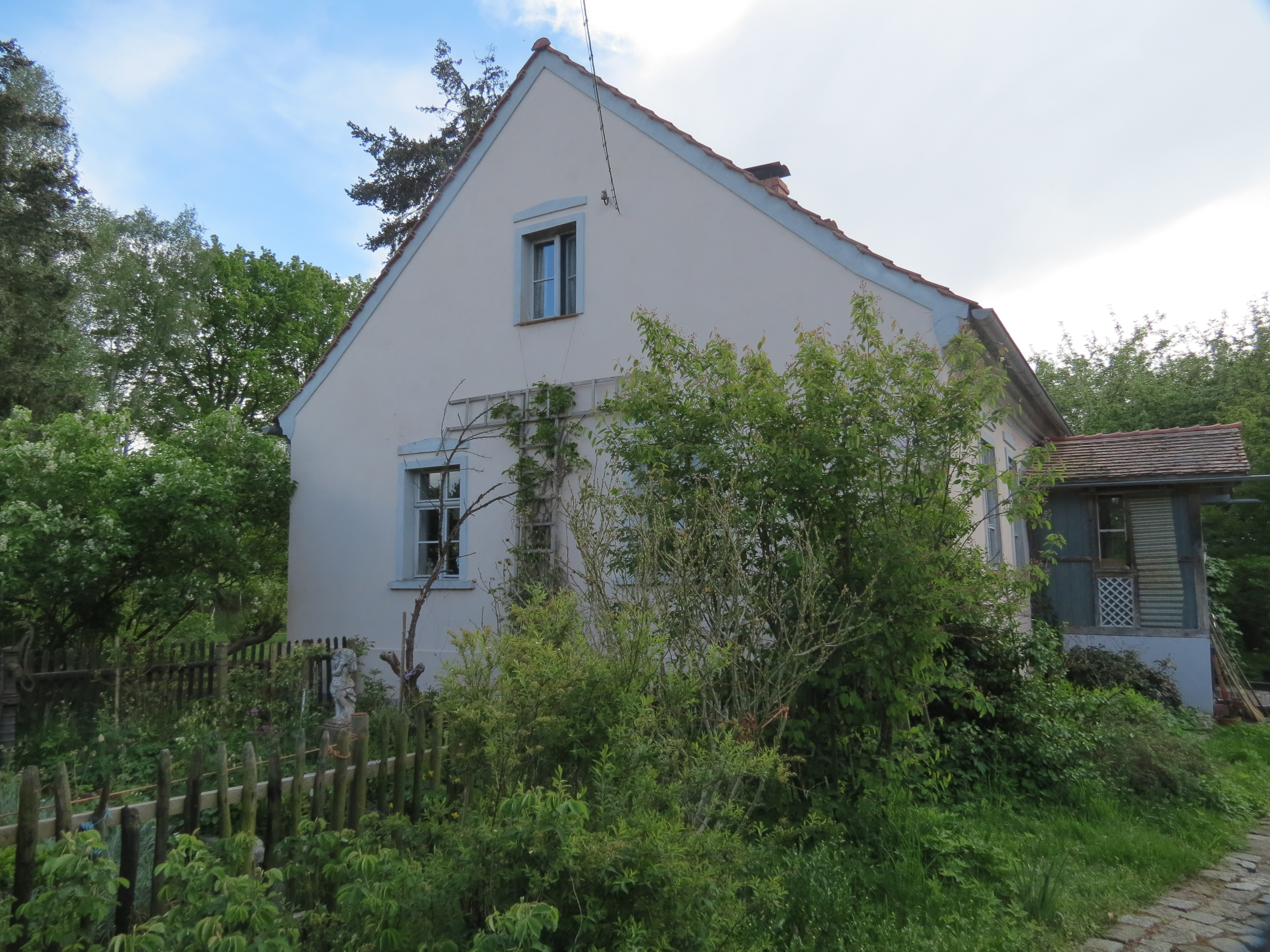
Laasower Mühle Ostseite bzw. Straßenseite

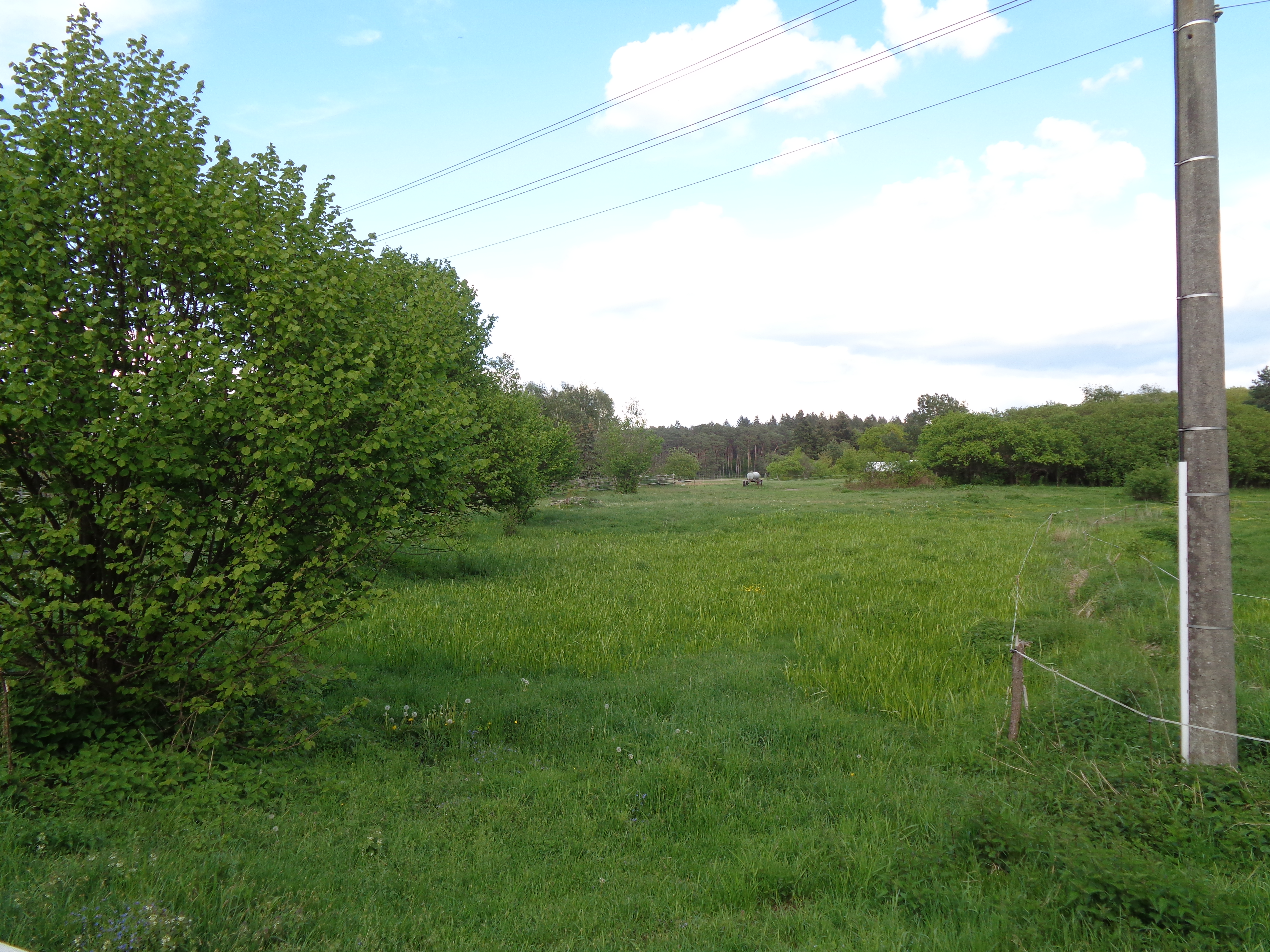
Laasower Mühle, ehemaliger Mühlteich

Die Laasower Mühle war eine Wassermühle und ein Wohnplatz im Ortsteil Laasow der Gemeinde Spreewaldheide im Landkreis Dahme-Spreewald (Brandenburg). Sie wurde bereits 1340 erstmals urkundlich genannt.

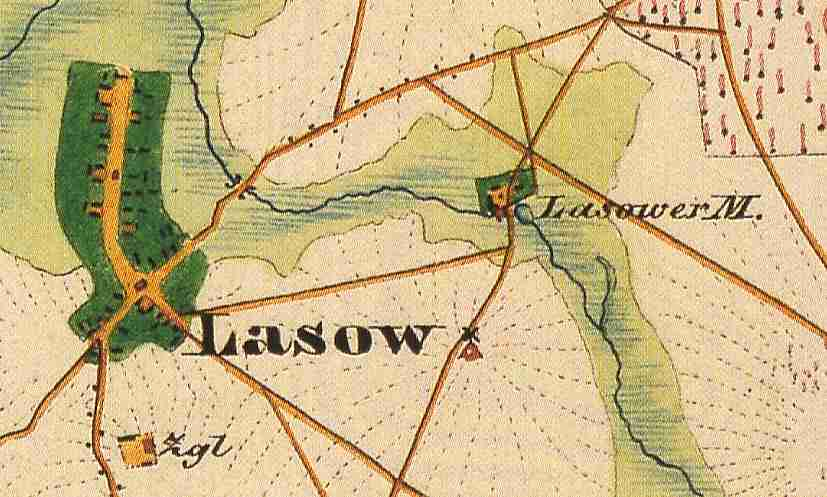
Laasower und Laasower Mühle auf dem Urmesstischblatt 4050 Straupitz von 1846

## Lage
Die Laasower Wassermühle liegt etwa 800 Meter östlich vom Ortskern von Laasow. Die Wassermühle wurde durch das Ressener Mühlenfließ angetrieben.

## Geschichte
Die Laasower Wassermühle existierte bereits 1340; in diesem Jahr belehnte Markgraf Ludwig von Brandenburg Conrad und Dietrich den Jüngeren von Ihlow mit der Herrschaft Straupitz, darunter befand sich auch das Dorf Laasow mit der Mühle. 1447 verkaufte Dietrich von Ihlow den Rittersitz Straupitz mit allem Zubehör, nämlich Straupitz mit Weinberg und Vorwerk, Laasow mit der Mühle, Butzen, Byhlen, Byhleguhre, Mochow und Groß Liebitz an die Brüder Caspar, Heinrich und Franz, Burggrafen von Dohna.
Nachweislich seit der 2. Hälfte des 18. Jahrhunderts gehörte zur Wassermühle auch eine Windmühle. Die Mühle(n) von Laasow waren herrschaftliche Mühlen, die zur Standesherrschaft Straupitz gehörten. Vermutlich wurden sie nur von einem Müller betrieben, zumindest ab 1820 war das so. Ab 1740 war die Laasower Wassermühle verpachtet. Im Schmettauschen Kartenwerk von 1767/87 sind sowohl die Wassermühle als auch die Windmühle durch Mühlensymbole angedeutet.
1783 brannte die Laasower Windmühle ab. Die Mühlenbesitzerin Anna Maria Liebsch suchte um Unterstützung aus der Hauptbrandkasse des Markgraftums Niederlausitz nach.
Die Topographisch-militärische Karte von Sachsen, 1:180.000 von 1812, Blatt Lübbenau bis Guben verzeichnet lediglich die Wassermühle. 1814 brannte die Windmühle erneut ab. Die Mühle war aber bereits brandversichert, und der Müller erhielt die Brandversicherungssumme ausbezahlt.
1820 werden die Laasower Mühlen, eine Wasser- und eine Windmühle beschrieben; dazu gehörte ein Wohngebäude mit fünf Einwohnern. Die Windmühle stand auf einem kleinen Hügel ca. 300 Meter südlich der Wassermühle. 1827 versuchte der Mühlenbesitzer Blankenstein seine Laasower Wasser- und Windmühle mit Zubehör, die mit 2075 Reichstalern versichert waren, zu verkaufen. Anscheinend fand er aber keinen Käufer, denn 1829 wurde die Erbpachtswasser- und -windmühle des Mühlenmeisters Carl Friedrich Blankenstein öffentlich versteigert. Wasser- und Windmühle nebst allem Zubehör wurden gerichtlich auf 8241 Taler 27 Silbergroschen und 8¾ Pfenninge geschätzt.
1832 wurde der Laasower Müller Gottlieb Hamster wegen illegalen Bier- und Branntweinausschanks ohne Entrichtung der Schanksteuer angeklagt. Wasser- und Windmühle werden auch 1844 und 1867 genannt. 1841 sollte die Laasower Wasser- und Windmühle, zu der ca. 30 Morgen Acker, 4 Morgen Wiesen und 28 Morgen Weiden gehörten, vom 1. Januar 1842 an anderweitig verpachtet werden. Der vorige Pächter hatte seinen Pachtvertrag nicht verlängert oder, was dem Wortlaut der Meldung wahrscheinlicher ist, die Standesherrschaft wollte einen neuen Pächter. 1861 gehörte die Wasser- und Windmühle einem Müller namens Winkler. In der Nacht vom 9. auf 10. Oktober 1861 brannte die Windmühle zu Laasow erneut ab. Als Brandursache wurde Brandstiftung ausgemacht.
1892 sollten die Laasower Wasser- und Windmühle eigentlich erneut verpachtet werden. Allerdings wurden sie schon 1892 durch die Standesherrschaft Straupitz erworben und direkt verwaltet. Vermutlich wurde die Windmühle schon bald darauf abgerissen. Schon auf dem Messtischblatt 4050 Straupitz von 1903 (Aufnahme 1901) fehlt die Windmühle.
Klockhaus führt (für 1935) keinen Mühlenbetrieb in Laasow mehr auf. Auch im Einwohnerbuch für den Kreis Lübben von 1929/30 ist kein Mühlen(besitzer)/Müller (mehr) aufgeführt.

## Gebäude und wasserbauliche Anlagen
Das Mühlengebäude wird heute als Wohnhaus genutzt. Das Mühlenfließ ist aber etwas vom Haus weg verlagert. Der Vorbau auf der Wasserseite könnte die Position des ehemaligen Radhauses markieren. Der ehemalige Mühlteich ist noch gut zu erkennen, ist jedoch heute völlig verkrautet.